# Gai Cassi (tribú militar)
Gai Cassi (en llatí Caius Cassius) era un tribú militar romà l'any 168 aC. El pretor Anici li va confiar la custòdia del rei d'Il·líria Gentius, capturat pels romans durant la Tercera guerra il·líria.